# Kusiaissaari (ö i Kajanaland)
Kusiaissaari är en ö i Finland. Den ligger i sjön Lahnasjärvi och i kommunen Kajana i den ekonomiska regionen  Kajana ekonomiska region  och landskapet Kajanaland, i den centrala delen av landet, 400 km norr om huvudstaden Helsingfors. Öns area är 3,8 hektar och dess största längd är 350 meter i sydöst-nordvästlig riktning.